# Дар-мар (ТВ серија)
Дар-мар је  хрватска теленовела у продукцији Нове ТВ. Снимање серије започело је током лета 2020. године, а приказивање 5. октобра 2020. године. Приказивала се од понедељка до петка у 21:30 часова на Новој ТВ. У Србији се од 28. јуна 2021. серија емитује на националном каналу Прва ТВ.

## Радња серије
Серија прати догодовштине необичне шефице најмање полицијске станице у држави - Божене - и њених колега полицајаца, Бранка и Жељка, те пензионисаног полицајца Милу, у једном малом, мирном и питомом месту без интернет сигнала, које као да је заглавило у неком прошлом, бољем времену. Божена (Ксенија Пајић), је полицајка чврсте руке и великог срца. Божена је навикла да је она та која издаје наређења. Лоше подноси ауторитет, поготово ако је тај ауторитет начелник Јуре (Енес Вејзовић), и који је по прилици подједнако тврдоглав попут ње те с којим је некада давно била у вези. Божена има супруга Круну (Синиша Ружић) који је локални зубар. Дизмово је место у којем нема криминала и у којем јунаци серије воде лагодан живот: плата иде, а посла нема. Проблеми настају оног тренутка када им из Управе јављају како планирају угасити њихову станицу управо због недостатка посла, а њих преместити на друго радно место. Њима то није по вољи јер свако је на неки начин везан за место. Божена има тајну из прошлости због које јој не пада напамет да се сели, Бранко (Фабијан Павао Медвешек), има вереницу у месту и тек је пред добијањем стана којег је дуго чекао, а Жељко (Роко Сикавица) се фатално заљубио... Долазе до помало непрактичног решења: да измисле злочин који ће потом сами решавати и тиме "задржати" посао и остати у месту. Међутим с временом и уз ангажман осталих мештана који се уплету у ситуацију "кршења закона" прераста њихове професионалне способности и цели план се постепено почиње урушавати уз низ забавних згода и незгода. Живот без интернет сигнала значи причу пуну живота. Осим “повратка” у наивнији, једноставнији, романтичнији свет, нуди и пуно заплета и хумора у времену у којем су људи зависни о мобилним телефонима и интернету. На пример сигнал може кратко доћи и сасвим променити место. Сигнал се врло ретко и то лоше може ухватити на чудним местима, мештани више готово ни не покушавају да користе интернет, али придошлице ће се с тим јако мучити. Иако се радња збива “у садашњем времену”, у малом месту све је баш као некад. Мирно, ушушкано и сигурно. Нема интернет сигнала, али нема ни стреса. Људи разговарају гледајући се у очи, деца се играју на улици, недељом мирише чорба и печење, а ноћи су тихе и спокојне. Као да је време стало. Баба Беба (Мелиха Факић) чак није променила календар још од 1987. - каже била је добра година... И још увек је!

## Сезоне
| Сезона | Сезона | Број епизода | Приказивање у Хрватској                        | Приказивање у Србији                      |
| ------ | ------ | ------------ | ---------------------------------------------- | ----------------------------------------- |
|        | 1      | 152 (1−152)  | 5. октобар 2020 — 17. јун 2021. (Нова ТВ)      | 28. јун 2021 — 12. септембар 2021. (Прва) |
|        | 2      | 52 (153−204) | 4. октобар 2021 — 30. децембра 2021. (Нова ТВ) | /                                         |

## Занимљивости
- Серија се почела снимати упркос погоршаном стању пандемије коронавируса у Хрватској.
- Глумице Мартина Стјепановић и Луциа Стефанија Главич Мандарић већ су играле сестре у серији На граници.
- Лик Милана Штрљића зове се Миле, као и у серији Куд пукло да пукло
- Место у серији Дизмово, зове се по св. Дизми, по којем је названа и жупа у серији. Свети Дизма био је разбојник који је постао следбеник Исуса, и био разапет с десне стране Исуса.[4]Најстарија црква на свету посвећена том необичном свецу-разбојнику налази се у Загребу.[5]

## Глумачка постава

### Главна глумачка постава
| Глумац/ица                                         | Лик                          |
| -------------------------------------------------- | ---------------------------- |
| Ксенија Пајић                                      | Божена Бајић                 |
| Фабијан Павао Медвешек                             | Бранко Табак                 |
| Роко Сикавица                                      | Жељко Махер                  |
| Мартина Стјепановић                                | Сузана Бркљача Кнежић        |
| Луциа Стефанија Главич Мандарић                    | Милена Бркљача               |
| Милан Штрљић                                       | Миле Ћук                     |
| Мелиха Факић 1. сезона/ Радослава Мркшић 2. сезона | Бернарда Злонога (Баба беба) |
| Енес Вејзовић                                      | Јуре Бркљача                 |
| Стјепан Перић                                      | свештеник Срећко             |
| Драшко Зидар                                       | Далибор Гроб                 |
| Катарина Мадиразза                                 | Далиборка Дада Гроб          |
| Анкица Добрић                                      | Виолета Антонини Гроб        |
| Миа Микулец                                        | Линда Гроб                   |
| Синиша Ружић                                       | Круно Бајић                  |
| Јасна Одорчић                                      | Анкица Махер                 |
| Миа Аночић Валентић                                | Сара Микулић Сека            |
| Барбара Нола                                       | Споменка Бабић               |
| Роберт Угрина                                      | Петар Бркљача Перо           |
| Ана Бегић Тахири                                   | Јана Добрила                 |
| Марко Браић                                        | Зоран Микулић Зоки           |
| Јан Керекеш                                        | Љубо Добрила                 |
| Иван Симон                                         | Велимир Тркуља               |

### Гостујуће улоге
- Аница Ковачевић као зубарка
- Борко Перић као Марко
- Игор Мешин као жупан
- Никша Кушељ као Јоргован
- Славко Собин као Синиша Кнежић
- Велимир Чокљат као бискуп Блејић
- Ловро Иванковић као новинар Дубравко
- Ивана Kоли као баба Беба у младим данима
- Колинда Грабар-Китаровић као председница
- Јадранка Елезовић као Јадранка

## Емитовање
| Земља     | ТВ мрежа | Премијера серије  | Крај I сезоне       | Почетак II сезоне | Крај серије        |
| --------- | -------- | ----------------- | ------------------- | ----------------- | ------------------ |
| Хрватска  | Нова ТВ  | 5. октобар 2020.  | 17. јун 2021.       | 4. октобар 2021.  | 30. децембар 2021. |
| БиХ       | Нова БХ  | 17. октобар 2021. | 3. мај 2022.        | 4. мај 2022.      | 2022.              |
| Србија    | Прва ТВ  | 28. јун 2021.     | 12. септембар 2021. |                   |                    |
| Црна Гора | Прва ЦГ  | 28. јун 2021.     | 12. септембар 2021. |                   |                    |